# إليزابيث آلدورث
إليزابيث آلدورث أول امرأة دخلت الماسونية، عن طريق كشف ثغرة في قوانينها، وذلك جعل الأشخاص ذوي المراتب العالية في الأخوية الاهتمام بها وانضمامها إلى الجماعة الأخوية. وقد فتح ذلك باب انضمام الإناث إلى المنظمة في مقرات مخصصة للسيدات.